# Campylocentrum hondurense
Campylocentrum hondurense  é uma espécie de orquídea, família Orchidaceae, que existe no Brasil, México, Belize, Honduras, Venezuela e Peru. Trata-se de planta epífita, monopodial, com caule curto, cujas inflorescências brotam do nódulo do caule oposto à base da folha. As flores são minúsculas, brancas, de sépalas e pétalas livres, e nectário parte de trás do labelo. Pertence à secção de espécies de Campylocentrumcom folhas planas, com nectário longo e inflorescência mais curta que as folhas.

## Publicação e histórico
- Campylocentrum hondurense Ames, Schedul. Orchid. 5: 37 (1923)

Conforme a descrição original desta espécie, baseada em exemplar encontrado perto de Tela, em Honduras, crescendo sobre um arbusto a 250 metros de altitude sobre o Rio Tela, o Campylocentrum hondurense é facilmente distinto das outras espécies por seu curto caule e labelo com longo nectário, à época sem similares na América Central. Suas inflorescências são comparativamente longas em relação às folhas, no entanto quase sempre mais curtas que estas que medem até três centímetros de comprimento, com até dez flores dísticas, brancas. No Brasil, foi encontrada apenas no Estado do Amazonas.